# Eldorado FM (São Paulo)
Eldorado FM é uma estação de rádio brasileira de São Paulo, que opera na frequência FM 107.3 MHz. Fundada em 1975 na frequência 92.9 MHz, pertence ao Grupo Estado, responsável pelo jornal O Estado de S. Paulo, em parceria com a Fundação Brasil 2000, operadora da atual concessão. Seus estúdios estão na sede do jornal, no bairro do Limão, e seu transmissor está na sede da Tropical FM, na Vila Anglo Brasileira.

## História
A emissora entrou no ar em 1° de outubro de 1975, na frequência 92.9 MHz, sendo a segunda emissora de rádio do jornal O Estado de S. Paulo, que já contava com a Rádio Eldorado. Em seus primeiros anos, sua programação consistia em noticiários e músicas eruditas. Apesar de pertencerem a um grande jornal, as duas emissoras estavam sucateadas e entregues à própria sorte (administração arcaica, funcionários desmotivados, equipamentos em péssimo estado de conservação etc.), situação esta que mudou apenas a partir de 1982 quando João Lara Mesquita, um dos herdeiros do Estadão, assumiu a direção das emissoras e implantou uma profunda modernização nelas, passando a Eldorado FM a investir em MPB, músicas de estilo adulto-contemporâneo e alternativas.. 
Em 2011, é anunciada que a agora Rádio Eldorado ESPN passaria a ser retransmitida em FM, ocupando a frequência da Eldorado e mudando de nome para Estadão ESPN. Com a mudança, a emissora é deslocada, em 20 de março, para a frequência 107.3 MHz, onde operava a Rádio Brasil 2000, pertencente a fundação homônima e que virou uma webradio com a nova transmissão, sendo extinta em 2016 (a Brasil 2000 já era parceira da rádio desde 2009 com a retransmissão de jogos esportivos). A Fundação Brasil 2000 também virou parceira de conteúdo da Eldorado.
Em janeiro de 2017, o Grupo Estado inicia um Plano de Demissão Voluntária nas rádios Estadão e Eldorado. Divulgado pelo site Comunique-se, a informação era de que o número de operadores das rádios deveriam cair pela metade. Em fevereiro do mesmo ano, passou a ter programação simultânea com a Rádio Estadão até a extinção da emissora. A Eldorado FM absorveu parte da programação da Estadão.